# 多布库尔河
多布库尔河，也作多布库里河，位于中国内蒙古自治区呼伦贝尔市鄂伦春自治旗东北部，是嫩江上游右岸的一条支流，发源于鄂伦春自治旗北部伊勒呼里山南坡，蜿蜒向东南流，流经松岭区（隶属于黑龙江省大兴安岭地区管辖）的劲松镇、古源镇、小杨气镇和鄂伦春自治旗古里乡等地，最后汇入嫩江。河流全长329千米，流域面积5760平方千米，河道平均比降3.15‰，年均径流量12.3亿立方米。多布库尔河上游地处大兴安岭山地，森林茂密，是中国重要的林业基地，下游为河谷冲积平原，河道两侧多沼泽，河道宽浅，水流平缓，为鄂伦春自治旗的农业生产基地。